# エドゥアルト・クルツバウアー
エドゥアルト・クルツバウアー（ドイツ語: Eduard Kurzbauer, 1840年3月2日 - 1879年1月13日）はオーストリアの画家、版画家である 。ミュンヘンなどで活動し、風俗画を描いた。

## 略歴
現在のウクライナのリヴィウ（当時はオーストリア帝国のレンブルク）で生まれた。1856年からウィーンの版画学校(Anstalt von Reiffenstein)で版画を学ぶが、そこでの教育に満足できず、1857年にウィーン美術アカデミーに移った。学資が続かなくなり、1861年にアカデミーを止めて、友人たちに支援される苦しい修業時代を送った。1867年になって、作品が注目されるようになり、1868年にミュンヘン美術院に移り、カール・フォン・ピロティのスタジオでも2年間学ぶことができるようになった 。ミュンヘンではハンス・マカルト(1840-1884)やフランツ・デフレガー(1835-1921)といったオーストリア出身の画家と友人になった。1870年代になって風俗画が人気になり、絵の売り上げや、ベルタ・ヴェークマンといった画家の個人指導をした報酬で念願だったローマやナポリへの修行の旅をすることができた。
イタリアで感染したとされる病気が原因で1879年に38歳でミュンヘンで病没した。
ウィーンの第2区のレオポルトシュタットの通りの名「Kurzbauergasse」は1889年にクルツバウアーに因んで命名された。

## 作品

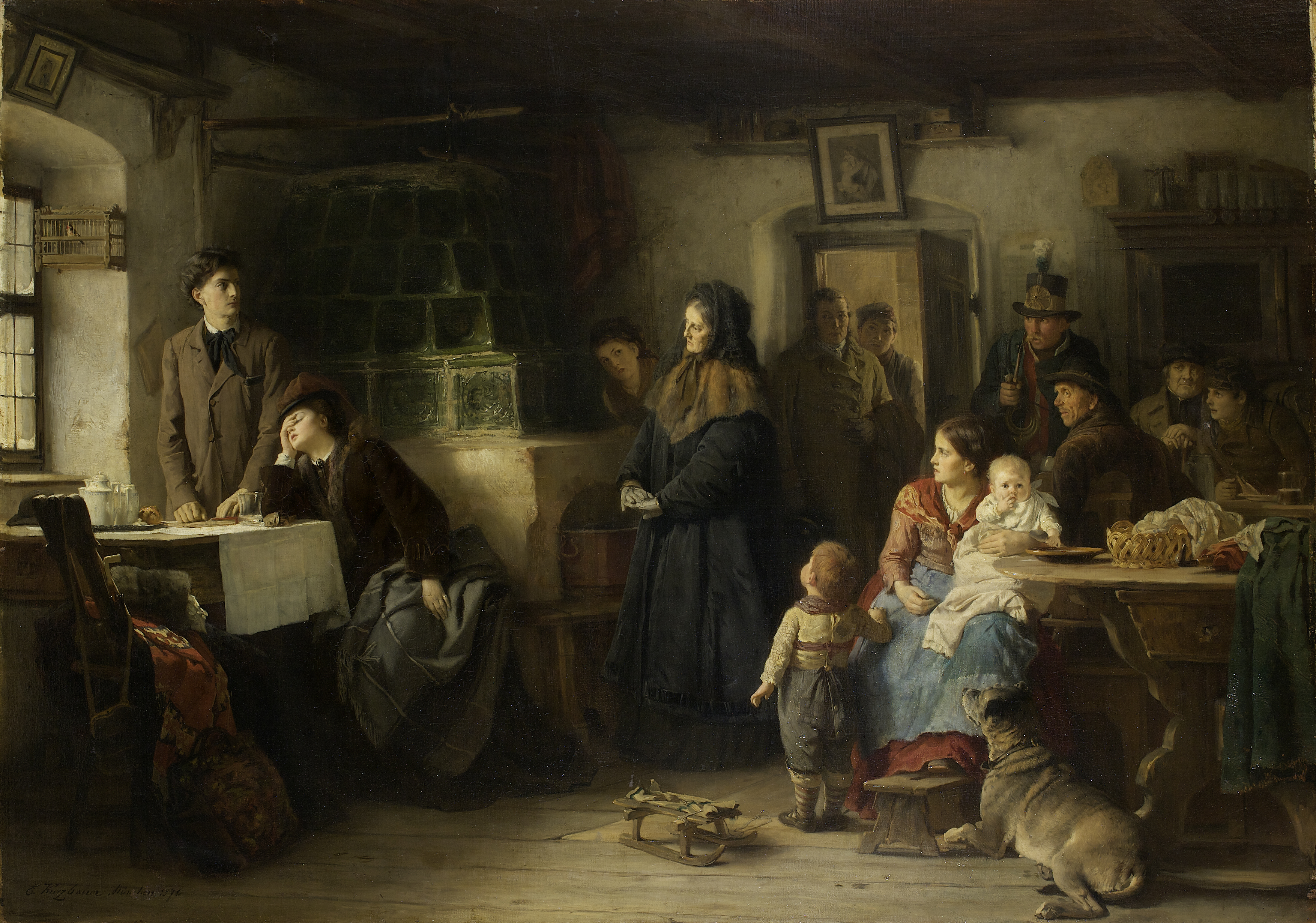
避難民(1870) 美術史美術館蔵
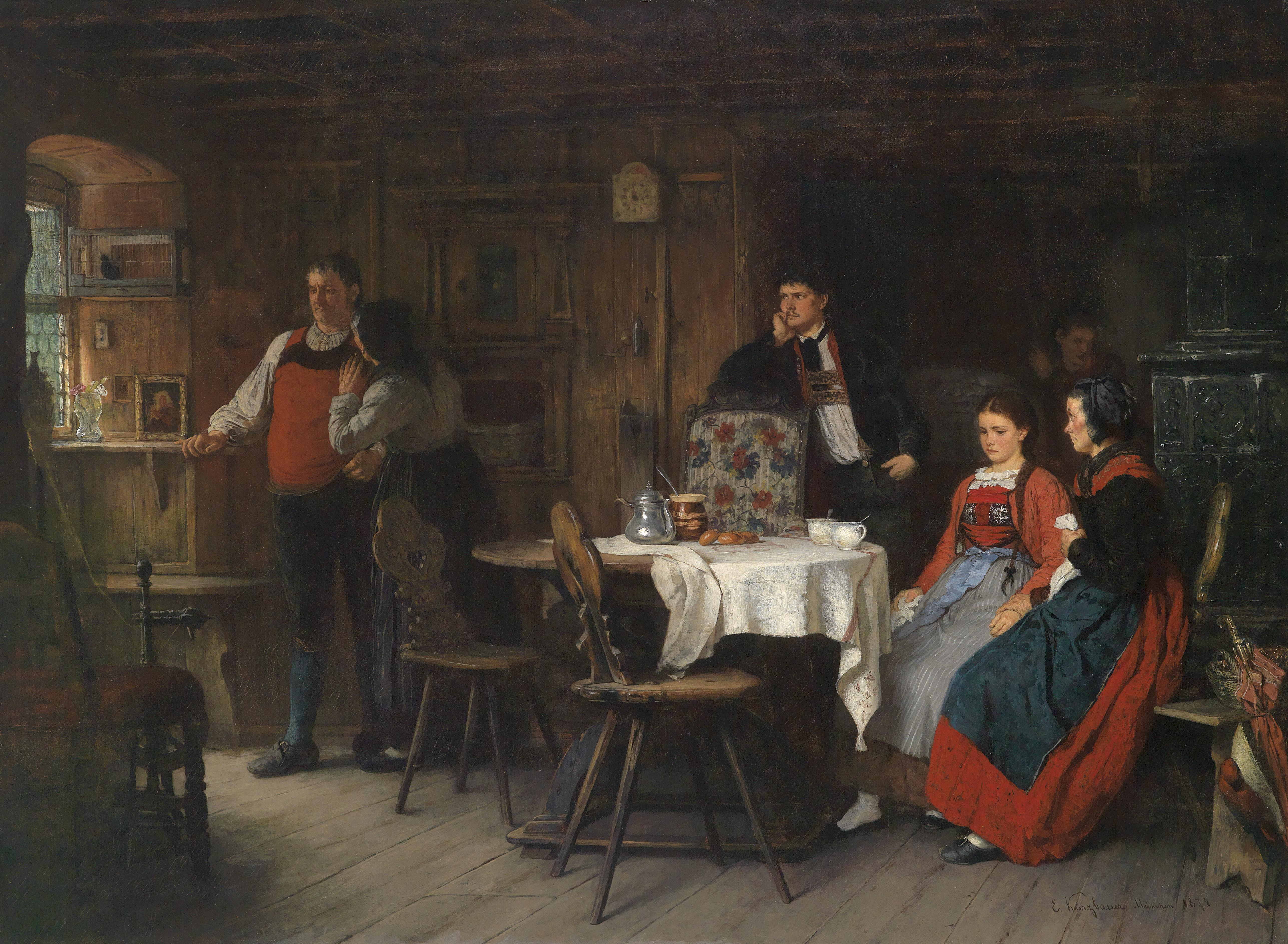
嵐のような婚約の日(1874)、個人蔵
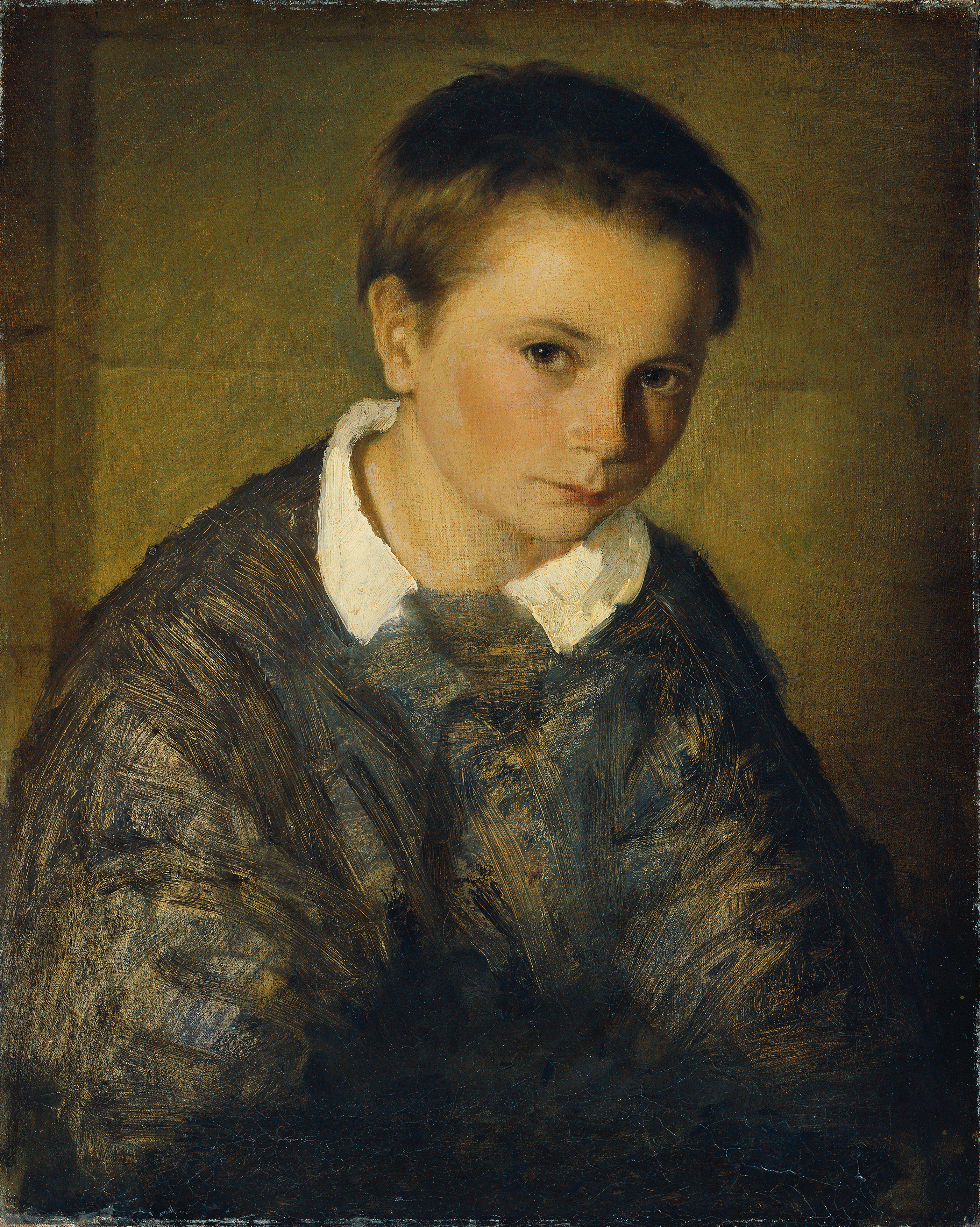
少年の肖像 オーストリア・ギャラリー蔵